# Piekielna głębia
Piekielna głębia (ang. Deep Blue Sea) – amerykańsko-australijski thriller fantastycznonaukowy z 1999 roku, wyreżyserowany przez Renny’ego Harlina, dystrybuowany na świecie przez wytwórnię Warner Bros. Serwis Rotten Tomatoes przyznał mu wynik 60%.

## Obsada
- Thomas Jane – Carter Blake
- Saffron Burrows – doktor Susan McCallister
- LL Cool J – Sherman „Preacher” Dudley
- Michael Rapaport – Tom „Scoggs” Scoggins
- Stellan Skarsgård – doktor Jim Whitlock
- Samuel L. Jackson – Russell Franklin
- Jacqueline McKenzie – doktor Janice Higgins
- Aida Turturro – Brenda Kerns
- Ronny Cox – szef Russella Franklina (niewymieniony w czołówce)

## Fabuła
Film opowiada o kobiecie, doktor Susan McCallister, która za wszelką cenę pragnie wynaleźć lekarstwo na chorobę Alzheimera. W tym celu udaje się na podwodną stację badawczą, by rekinowi Mako wszczepić ludzką tkankę do mózgu. Początkowo wszystko układa się po myśli bohaterki, jednakże niespodziewanie inteligencja rekinów drastycznie wzrasta. Pragną śmierci członków ekipy badawczej, a na ich nieszczęście – udaje im się wydostać na wolność.